# Samalayuca
Samalayuca es una población del estado mexicano de Chihuahua, situada a 52 kilómetros al sur de Ciudad Juárez y en medio de la zona desértica conocida como los médanos de Samalayuca. Es una sección municipal del municipio de Juárez.
Samalayuca tiene sus orígenes en ranchos y haciendas ganaderas que se establecieron en la región a pesar del extremoso clima, principalmente debido a la existencia de pozos u ojos de agua. El establecimiento formal del poblado se dio en 1880 al llegar a la zona el Ferrocarril México-Ciudad Juárez que estableció una estación en ese punto.
Durante muchos años Samalayuca fue una parada de la Carretera Federal 45, sin embargo al ser convertida en autopista fue construido un libramiento que rodea el poblado por fuera de la mancha urbana.
En 1979 fue construida en el pueblo una termoeléctrica por la Comisión Federal de Electricidad que proporciona energía eléctrica a toda la zona norte del estado de Chihuahua, y en 1995 fue construida una segunda termoeléctrica para dar servicio a las necesidades de energía crecientes en la región; en 1998 fue construida igualmente en la población la planta cementera de Cementos de Chihuahua; tanto la termoeléctrica como la cementera son el principal motor económico de la población, sin embargo la mayoría de sus trabajadores son habitantes de Ciudad Juárez.
En el año de 2021 se propuso ante el congreso de Chihuahua la creación de un nuevo municipio, con cabecera municipal en Samalayuca, esto, secesionándose del municipio de Juárez. Hasta la actualidad, no ha habido resolución de la propuesta por parte del congreso.